# Myiozetetes granadensis
Myiozetetes granadensis là một loài chim trong họ Tyrannidae.